# Revisão da base racional
No direito constitucional dos EUA, a revisão da base racional é o padrão normal de revisão que os tribunais aplicam ao considerar questões constitucionais, incluindo devido processo ou questões de proteção igual sob a Quinta Emenda ou a Décima Quarta Emenda. Os tribunais que aplicam a revisão de base racional procuram determinar se uma lei é "racionalmente relacionada" a um interesse governamental "legítimo", real ou hipotético.